# Jorien ter Mors
Jorien ter Mors (21. december 1989 i Enschede i Twente i Overijssel) er en hollandsk skøjteløber, som konkurrerer i hurtigløb og kortbane. Hun blev olympisk mester på 1500 meter hurtigløb i Sotji i 2014.
Ter Mors deltog i de olympiske lege tre gange: i 2010, 2014 og 2018. I vinter-OL 2010 deltog hun kun i kortbane. Hun begyndte at deltage i konkurrencer i hurtigløb i 2012, og ved vinter-OL i 2014 deltog hun i både kortbane- og hurtigløb. Bedste placering i kortbane var en fjerdeplads på 1500 meter, mens hun i hurtigløb vandt OL-guld på 1500 meter. Hun vandt desuden guld med Holland i holdforfølgelsesløb for damer.
Ved vinter-OL 2018 blev hun nummer fem i 1500 m kortbane og vandt bronze i 3000 m holdforfølgelsesløb, mens hun i hurtigløb blev nummer seks på 500 m og vandt endnu en guldmedalje i 1000 m.

## Resultater

### Skøjteløb
Forkortelser
- OL= Vinterolympiske lege
- VM= Verdensmesterskab
- EM= Europamesterskab
- NM= Nederlandske mesterskab
- DNS= Startede ikke
- DSQ= Ikke kvalificeret

#### OL, VM, EM, NM afstande
| År   | Begivenhed        | Sted                     | 500 meter   | 1000 meter  | 1500 meter  | 3000 meter  | 5000 meter  | Team- efterfølgning | Massa- start | Team- sprint |
| ---- | ----------------- | ------------------------ | ----------- | ----------- | ----------- | ----------- | ----------- | ------------------- | ------------ | ------------ |
| 2012 | VM afstande 2012  | Heerenveen, Nederlandene | Deltog ikke | Deltog ikke | Deltog ikke | Deltog ikke | Deltog ikke | Deltog ikke         | Deltog ikke  | Deltog ikke  |
| 2012 | NM afstande 2012  | Heerenveen, Nederlandene |             |             |             | 8.          |             | –                   | –            | –            |
| 2013 | VM afstande 2013  | Sotji, Rusland           | Deltog ikke | Deltog ikke | Deltog ikke | Deltog ikke | Deltog ikke | Deltog ikke         | Deltog ikke  | Deltog ikke  |
| 2013 | NM afstande 2013  | Heerenveen, Nederlandene |             |             |             | Bronze      |             | –                   | –            | –            |
| 2014 | Vinter-OL 2014    | Sotji, Rusland           |             |             | Guld        |             |             | Guld                | –            | –            |
| 2014 | NM afstande 2014  | Heerenveen, Nederlandene |             | 5.          | Guld        | Sølv        |             | –                   | –            | –            |
| 2015 | VM afstande 2015  | Heerenveen, Nederlandene | Deltog ikke | Deltog ikke | Deltog ikke | Deltog ikke | Deltog ikke | Deltog ikke         | Deltog ikke  | Deltog ikke  |
| 2015 | NM afstanden 2015 | Heerenveen, Nederlandene | deltog ikke | deltog ikke | deltog ikke | deltog ikke | deltog ikke | deltog ikke         | deltog ikke  | deltog ikke  |
| 2016 | VM afstanden 2016 | Kolomna, Rusland         | 4.          | Guld        | Guld        |             |             |                     |              | –            |
| 2016 | NM afstanden 2016 | Heerenveen, Nederlandene | DNS         | Guld        | Guld        |             |             | –                   |              | –            |
| 2017 | VM afstanden 2017 | Gangneung, Sydkorea      |             |             |             |             |             |                     |              | –            |
| 2017 | NM afstanden 2017 | Heerenveen, Nederlandene | Guld        | Guld        | Sølv        |             |             | –                   |              | –            |

#### VM, EM, NM allround
| År   | Evenement        | Lokation                 | 500 meter   | 3000 meter  | 1500 meter  | 5000 meter  | Klassement  |
| ---- | ---------------- | ------------------------ | ----------- | ----------- | ----------- | ----------- | ----------- |
| 2013 | VM allround 2013 | Hamar, Norge             | Deltog ikke | Deltog ikke | Deltog ikke | Deltog ikke | Deltog ikke |
| 2013 | EM allround 2013 | Heerenveen, Nederlandene | Deltog ikke | Deltog ikke | Deltog ikke | Deltog ikke | Deltog ikke |
| 2013 | NM allround 2013 | Heerenveen, Nederlandene | Sølv        | Guld        | Guld        | Guld        | Guld        |

#### WK, EK, NK sprint
| År   | Evenement      | Lokation                 | 500 meter (I) | 1000 meter (I) | 500 meter (II) | 1000 meter (II) | Klassement  |
| ---- | -------------- | ------------------------ | ------------- | -------------- | -------------- | --------------- | ----------- |
| 2016 | VM sprint 2016 | Seoul, Sydkorea          | 6.            | Guld           | 8.             | Sølv            | Bronze      |
| 2016 | NM sprint 2016 | Heerenveen, Nederlandene | Deltog ikke   | Deltog ikke    | Deltog ikke    | Deltog ikke     | Deltog ikke |
| 2017 | VM sprint 2017 | Calgary, Canada          |               |                |                |                 |             |
| 2017 | EM sprint 2017 | Heerenveen, Nederlandene | 4.            | Guld           | Bronze         | Guld            | Sølv        |
| 2017 | NM sprint 2017 | Heerenveen, Nederlandene |               |                |                |                 |             |

#### Verdensbægermedalje
500 meter
 Bronze Stavanger, Norge: VM 2015/2016
 Bronze Heerenveen (2), Nederlandene: VM 2015/2016
1000 meter
 Guld Stavanger, Norge: VM 2015/2016
 Sølv Heerenveen (2), Nederlandene: VM 2015/2016
 Sølv Astana, Kasakhstan: VM 2016/2017
1500 meter
 Bronze Astana, Kasakhstan: VM 2016/2017
3000 meter
 Bronze Heerenveen (1), Nederlandene: VM 2012/2013
Massastart
 Sølv Heerenveen (1), Nederlandene: VM 2012/2013
Team efterfølgning
 Guld Berlin, Tyskland: VM 2013/2014
 Guld Slutklassement: VM 2013/2014

### Shorttrack

#### OL, VM, EM, NM
Forkortelser
- OL= Vinterolympiske Lege
- VM= Verdensmesterskab
- EM= Europamesterskab
- NM= Nederlandske Mesterskab
- DNS= Startede ikke
- DSQ= Ikke kvalificeret

| År   | Evenement                    | Lokation                  | 500 meter   | 1000 meter  | 1500 meter  | 3000 meter (superfinale) | Klassement  | 3000 meter afløsning |
| ---- | ---------------------------- | ------------------------- | ----------- | ----------- | ----------- | ------------------------ | ----------- | -------------------- |
| 2007 | VM shorttrack 2007           | Milano, Italië            | deltog ikke | deltog ikke | deltog ikke | deltog ikke              | deltog ikke | deltog ikke          |
| 2007 | EM shorttrack 2007           | Sheffield, Engeland       | 20.         | 12.         | 20.         |                          | 18.         | Bronze               |
| 2007 | NM shorttrack 2007           | Den Haag, Nederlandene    | Guld        | DSQ         | DSQ         | Sølv                     | Bronze      | –                    |
| 2008 | VM shorttrack 2008           | Gangneung, Sydkorea       | 24.         | 33.         | 32.         |                          | 31.         |                      |
| 2008 | EM shorttrack 2008           | Ventspils, Letland        | 12.         | 14.         | 13.         |                          | 13.         | 8.                   |
| 2008 | NM shorttrack 2008           | Amsterdam, Nederlandene   | Bronze      | Guld        | Guld        | DNS                      | Sølv        | –                    |
| 2009 | VM shorttrack 2009           | Wien, Østrig              | 42.         | 36.         | 33.         |                          | 37.         |                      |
| 2009 | EM shorttrack 2009           | Turin, Italien            | 16.         | DNS         | 23.         |                          | 29.         |                      |
| 2009 | NM shorttrack 2009           | Zoetermeer, Nederlandene  | Sølv        | Sølv        | Sølv        | Sølv                     | Sølv        | –                    |
| 2010 | Vinter-OL 2010               | Vancouver, Canada         | 23e         | 29.         |             | –                        | –           | 4.                   |
| 2010 | VM shorttrack 2010           | Sofia, Bulgarien          | 44.         | 17.         | 6.          |                          | 10.         | 7.                   |
| 2010 | EM shorttrack 2010           | Dresden, Tyskland         | 7.          | 4.          | DSQ         | 8.                       | 9.          | Bronze               |
| 2010 | NM shorttrack 2010           | Tilburg, Nederlandene     | deltog ikke | deltog ikke | deltog ikke | deltog ikke              | deltog ikke | deltog ikke          |
| 2011 | VM shorttrack 2011           | Sheffield, Storbritannien | 11.         | 17.         | 17.         |                          | 15.         | Sølv                 |
| 2011 | EM shorttrack 2011           | Heerenveen, Nederlandene  | 17.         | 16.         | 5.          |                          | 9.          | Guld                 |
| 2011 | NM shorttrack 2011           | Groningen, Nederlandene   | Bronze      | Guld        | Guld        | Guld                     | Guld        | –                    |
| 2012 | VM shorttrack 2012           | Shanghai, Kina            | 17e         | 13e         | 10e         |                          | 16e         | 6e                   |
| 2012 | EM shorttrack 2012           | Mladá Boleslav, Tjekkiet  | 4e          | Guld        | Sølv        | Sølv                     | Sølv        | Guld                 |
| 2012 | NM shorttrack 2012           | Heerenveen, Nederland     | Guld        | Guld        | Guld        | Guld                     | Guld        | –                    |
| 2013 | VM shorttrack 2013           | Debrecen, Ungarn          | 4.          | Sølv        | 10.         | Bronze                   | 5.          | 6.                   |
| 2013 | EM shorttrack 2013           | Malmø, Sverige            | Sølv        | Bronze      | 19.         | Sølv                     | Bronze      | Guld                 |
| 2013 | NM shorttrack 2013           | Amsterdam, Nederland      | Guld        | Guld        | Guld        | Guld                     | Guld        | –                    |
| 2014 | Shorttrack på Vinter-OL 2014 | Sotji, Rusland            | 6.          | 5.          | 4.          | –                        | –           | DSQ                  |
| 2014 | VM shorttrack 2014           | Montreal, Canada          | 4.          | 13.         | 9.          | 4.                       | 7.          | 5.                   |
| 2014 | EM shorttrack 2014           | Dresden, Tyskland         | Bronze      | Sølv        | Guld        | Guld                     | Guld        | Guld                 |
| 2014 | NM shorttrack 2014           | Amsterdam, Nederlandene   | Guld        | Guld        | Guld        | Guld                     | Guld        | –                    |
| 2015 | VM shorttrack 2015           | Moskva, Rusland           | Deltog ikke | Deltog ikke | Deltog ikke | Deltog ikke              | Deltog ikke | Deltog ikke          |
| 2015 | EM shorttrack 2015           | Dordrecht, Nederland      | Deltog ikke | Deltog ikke | Deltog ikke | Deltog ikke              | Deltog ikke | Deltog ikke          |
| 2015 | NM shorttrack 2015           | Amsterdam, Nederland      | Deltog ikke | Deltog ikke | Deltog ikke | Deltog ikke              | Deltog ikke | Deltog ikke          |
| 2016 | VM shorttrack 2016           | Seoul, Sydkorea           | Deltog ikke | Deltog ikke | Deltog ikke | Deltog ikke              | Deltog ikke | Deltog ikke          |
| 2016 | EM shorttrack 2016           | Sotji, Rusland            | 10.         | 5.          | Sølv        | 7.                       | 7.          | Guld                 |
| 2016 | NM shorttrack 2016           | Amsterdam, Nederland      | DSQ         | Guld        | Guld        | Sølv                     | Guld        | –                    |
| 2017 | VM shorttrack 2017           | Rotterdam, Nederland      |             |             |             |                          |             |                      |
| 2017 | EM shorttrack 2017           | Turin, Italien            |             |             |             |                          |             |                      |
| 2017 | NM shorttrack 2017           | Amsterdam, Nederland      | Deltog ikke | Deltog ikke | Deltog ikke | Deltog ikke              | Deltog ikke | Deltog ikke          |

#### Verdensbægermedalje
1000 meter
 Sølv Dordrecht, Nederlandene: 2011/2012
1500 meter
 Bronze Shanghai, Kina: 2013/2014
3000 meter afløsning
 Guld Dresden, Tyskland: 2012/2013
 Sølv Calgary, Canada: 2016/2017
 Sølv Salt Lake City, USA: 2016/2017
 Bronze Changchun, Kina: 2010/2011
 Bronze Moskva, Rusland: 2011/2012